# Jacarini noir
Volatinia jacarina
Genre
Espèce
Statut de conservation UICN

 LC  : Préoccupation mineure
Le Jacarini noir (Volatinia jacarina) est une espèce de passereau de la famille des Thraupidae. C'est la seule espèce du genre Volatinia.

## Description
Cet oiseau mesure 10 à 11,5 cm de longueur. Il présente un dimorphisme sexuel.
Le mâle présente un plumage à dominante noire avec le dos bleu sombre à reflets violets, les couvertures alaires et les épaules blanches. La femelle est plutôt marron avec le dos strié de noir, les parties inférieures plus pâles et rayées et la calotte légèrement grise. Les deux sexes ont les yeux marron foncé, le bec brun noir et les pattes marron clair.

## Répartition
Cet oiseau peuple le Mexique, l'Amérique centrale (Costa Rica...) et l'Amérique du Sud jusqu'au Chili et au nord de l'Argentine.

## Habitat
Cette espèce vit dans les zones arbustives avec de hautes herbes, les jardins, les parcs et les environs des villages.

## Alimentation
Cet oiseau consomme surtout des graines mais aussi des fruits et des invertébrés.